# Klaus-Peter Stieglitz
Klaus-Peter Stieglitz (* 3. Oktober 1947 in der Lutherstadt Eisleben) ist ein deutscher Generalleutnant a. D. der Luftwaffe der Bundeswehr. Er war von 2004 bis 2009 der 13. Inspekteur der Luftwaffe.

## Ausbildung und erste Verwendungen
Klaus-Peter Stieglitz trat 1968 in den Dienst der Luftwaffe und wurde 1971 zum Leutnant ernannt. Nach seiner Ausbildung zum Offizier wurde er in Uetersen sowie in den Vereinigten Staaten (Sheppard Air Force Base/Texas und Luke Air Force Base/Arizona) am F 104G „Starfighter“ zum Luftfahrzeugführer für Strahlflugzeuge ausgebildet. Im Jahr 1972 folgte die Beförderung zum Oberleutnant.
Von 1973 bis 1974 war er als Flugzeugführer im Jagdgeschwader 71 „Richthofen“ in Wittmund/Ostfriesland stationiert. 1974 schulte er in den Vereinigten Staaten auf die F-4F „Phantom II“ um und kehrte zum Jagdgeschwader 71 zurück. Dort war er bis 1981 als Flugzeugführer und Einsatzstabsoffizier im Stab Fliegende Gruppe sowie in der 2. Jagdstaffel eingesetzt. Während dieser Zeit erfolgte 1976 die Ernennung zum Hauptmann und 1977, erneut in den Vereinigten Staaten, der Fluglehr- und Waffenlehrerlehrgang.

## Generalstabsausbildung und Dienst als Stabsoffizier
Von 1981, im gleichen Jahr wurde Stieglitz zum Major ernannt, wurde er zur Generalstabsausbildung an die Führungsakademie der Bundeswehr nach Hamburg versetzt. Im Rahmen des Lehrganges verfasste er eine wissenschaftliche Jahresarbeit mit dem Titel „Die fliegerische Schulung in der deutschen Luftwaffe 1935–1945 – Ein Beitrag zum Problem der Ausbildung unter besonderer Berücksichtigung der Kriegsbedingungen“. Im Anschluss an die Generalstabsausbildung wurde er 1983 als Staffelkapitän zum Jagdbombergeschwader 35 (JaboG 35) in Pferdsfeld (Hunsrück) versetzt. 1985 wechselte er auf den Dienstposten des Dezernatsleiter A 3 a im Stab der 1. Luftwaffendivision in Meßstetten.
1987 führte ihn sein Weg ins NATO-Hauptquartier SHAPE in Mons/Belgien, im gleichen Jahr wurde er zum Oberstleutnant ernannt. Bei SHAPE war Stieglitz als Generalstabsoffizier in der Abteilung Operationen eingesetzt. Zurück in Deutschland wurde er 1989 Kommandeur der Fliegenden Gruppe beim Jagdgeschwader (JG) 74 „Mölders“ in Neuburg an der Donau. Danach wurde er 1991 auf die Bonner Hardthöhe versetzt, wo er im Führungsstab der Luftwaffe (Fü L III 1) und im Planungsstab des Bundesministeriums der Verteidigung eingesetzt wurde.
1993 übernahm Stieglitz als Kommodore das Jagdbombergeschwader 35 in Pferdsfeld. Unter seiner Führung wurde das Geschwader nach Laage/Mecklenburg-Vorpommern verlegt und mit dem JG 73 „Steinhoff“, das aus dem Erprobungsgeschwader MiG-29 in Preschen hervorging, zusammengelegt. 1994 erhielt Stieglitz die Beförderung zum Oberst. Stieglitz führte als Kommodore das neu entstandene Jagdgeschwader 73 bis 1995, als er im Führungsstab der Luftwaffe als Referatsleiter (Fü L III 4, Bereich Flugbetrieb, Flugsicherheit und Flugsicherung in Deutschland) eingesetzt war.

## Dienst im Generalsrang
1998 wurde Stieglitz zum Brigadegeneral ernannt und wurde Kommandeur des NATO E-3A-Verbandes (AWACS) in Geilenkirchen. Daran schloss sich 2000 die Verwendung als General Flugsicherheit im Luftwaffenamt in der Kölner Luftwaffenkaserne Wahn an. Stieglitz wurde 2002 ein weiteres Truppenkommando übertragen, als er die 3. Luftwaffendivision in Berlin-Gatow übernahm. Ebenfalls 2002 erfolgte die Beförderung zum Generalmajor. Bereits im Oktober 2003 wechselte er erneut den Dienstposten und wurde Generalleutnant, in Ramstein Stellvertretender Befehlshaber der Alliierten Luftstreitkräfte in Nordeuropa (AIRNORTH), dem heutigen Air Component Command Headquarters (CC-Air).
Nach wenigen Monaten in dieser Verwendung bei AIRNORTH übertrug der damalige Verteidigungsminister Peter Struck am 12. Januar 2004 Stieglitz das Amt des Inspekteurs der Luftwaffe. Nach fast sechs Jahren an der Spitze der Luftwaffe wurde er am 29. Oktober 2009 vom am Tag zuvor zum Bundesminister der Verteidigung ernannten Karl-Theodor zu Guttenberg von seinem Amt entbunden und anschließend mit einem Großen Zapfenstreich in den Ruhestand verabschiedet. Ihm folgte, wie bereits 2003 als Divisionskommandeur, Aarne Kreuzinger-Janik.

## Sonstiges
Stieglitz ist in seiner Karriere auf sieben Flugzeugtypen geflogen, vom Starfighter bis zum Eurofighter. Die Ausbildung auf dem Eurofighter absolvierte er aufgrund seines Alters jedoch ohne gültige Fluglizenz, wodurch es notwendig war, ihn ausschließlich in einem Doppelsitzer zu schulen. Insgesamt absolvierte er über 3.500 Flugstunden.
Er ist verheiratet und hat eine Tochter.

## Ehrungen
- 1995: Ehrenkreuz der Bundeswehr in Gold
- 2006: Grand Officier de L’Ordre National du Mérite
- 2009: Verdienstkreuz 1. Klasse der Bundesrepublik Deutschland